# Vehicul hibrid

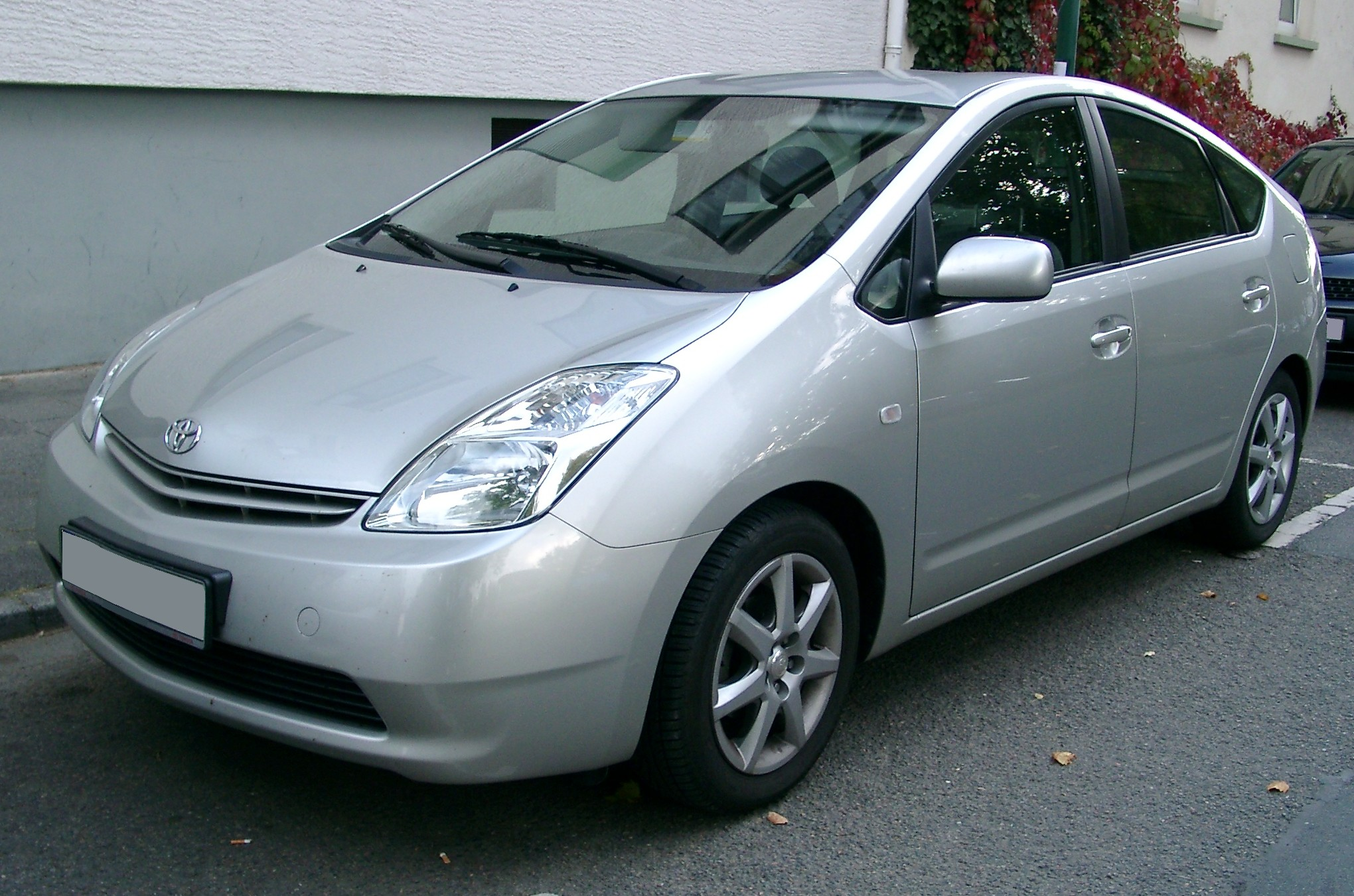
Toyota Prius

Un vehicul hibrid este un vehicul care are mai multe sisteme de propulsie, spre deosebire de vehiculele convenționale (cu motor cu ardere internă), cele electrice sau cele cu pile de combustie, care au câte un singur sistem de propulsie. Adesea, în special pentru autoturisme, termenul se folosește în sensul de vehicul electric hibrid adică pentru vehiculele echipate cu motoare cu ardere internă și cu motoare electrice. Însă sunt posibile și alte combinații: hidraulic hibrid (en) (cu motor cu ardere internă și pompă/motor hidraulic), sau propulsat muscular și electric, de exemplu bicicletele electrice.

## Tipuri de vehicule hibride
După arhitectură ele se clasifică în:
- în paralel - ambele sisteme de propulsie, de exemplu motorul cu ardere internă și cel electric, pot acționa roțile
- în serie - unul dintre sisteme produce o formă de energie utilizată de celălat, care acționează roțile, de exemplu motorul cu ardere internă antrenează generatorul electric, care alimentează motorul electric de tracțiune.
- în serie–paralel - care permit comutarea între situația serie și cea paralel, după nevoi.

După modul de încărcare al acumulatorilor se clasifică în:
- obișnuite - la care acumulatorii se pot încărca exclusiv de către sistemele proprii, utilizând surselele de energie de la bord (combustibilii)
- reîncărcabile (plug-in hybrid) - la care acumulatorii se pot încărca atât de către sistemele proprii, cât și de la rețeaua electrică prin cuplarea lor la o priză.

## Motive pentru dezvoltare

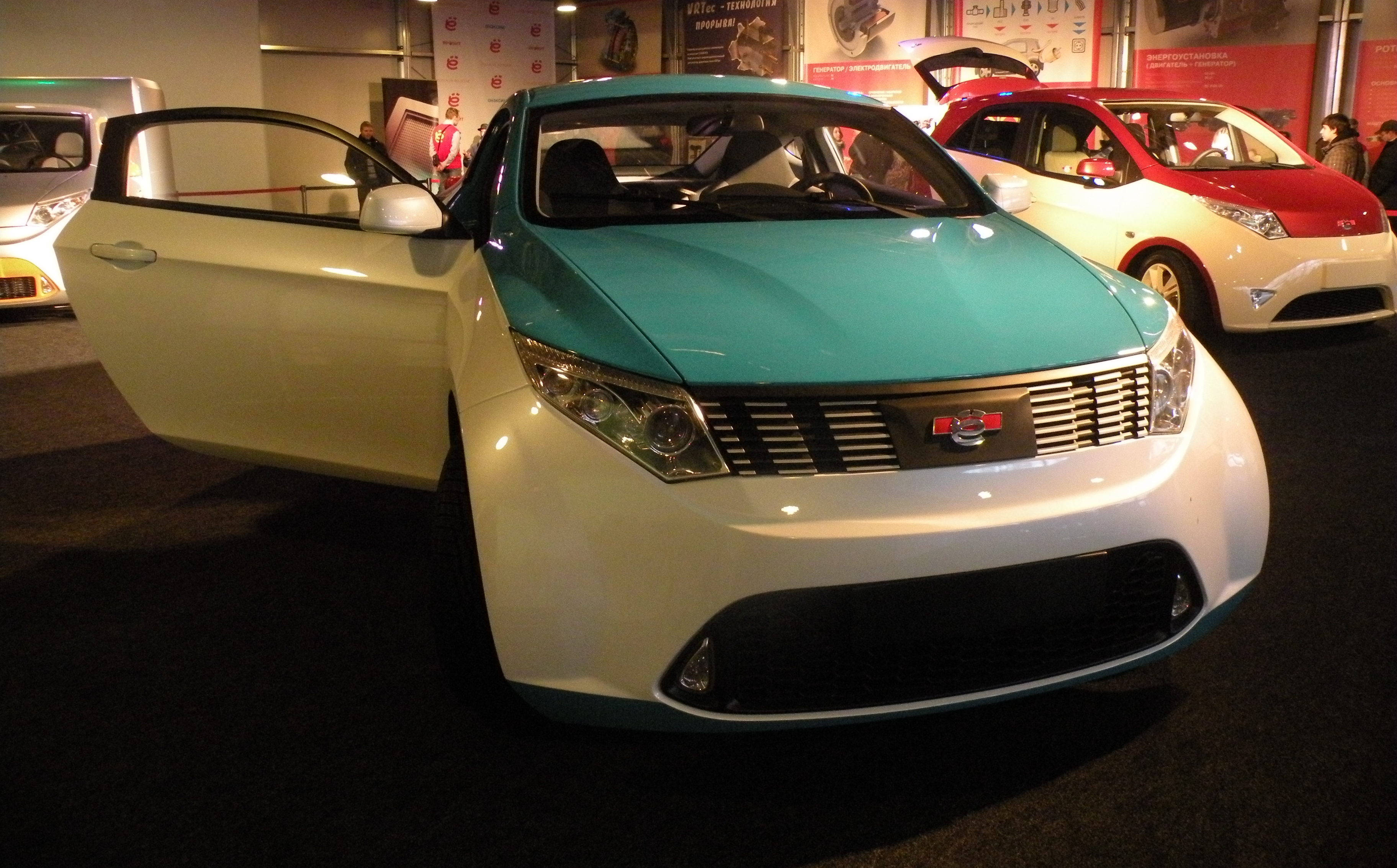
Yo-Mobil vehicul hibrid dupa standardul Euro-5

Principalul motiv pentru începerea producției de hibrizi pentru pasageri a fost cererea de pe piață pentru astfel de autoturisme cauzată de prețurile ridicate la petrol și îmbunătățirea constantă a cerințelor de performanță de mediu pentru vehicule. În același timp îmbunătățirea tehnologiei și a stimulentelor fiscale, producția de autovehicule hibride sunt în unele cazuri, chiar mai ieftine decât vehiculele obișnuite. În unele țări, proprietarii de hibrizi sunt scutiți de taxa de drum și nu plăteasc pentru parcare municipală. Utilizarea de vehicule electrice, în ciuda multor avantaje are și dezavantaje.

## Avantaje și dezavantaje
Avantaje

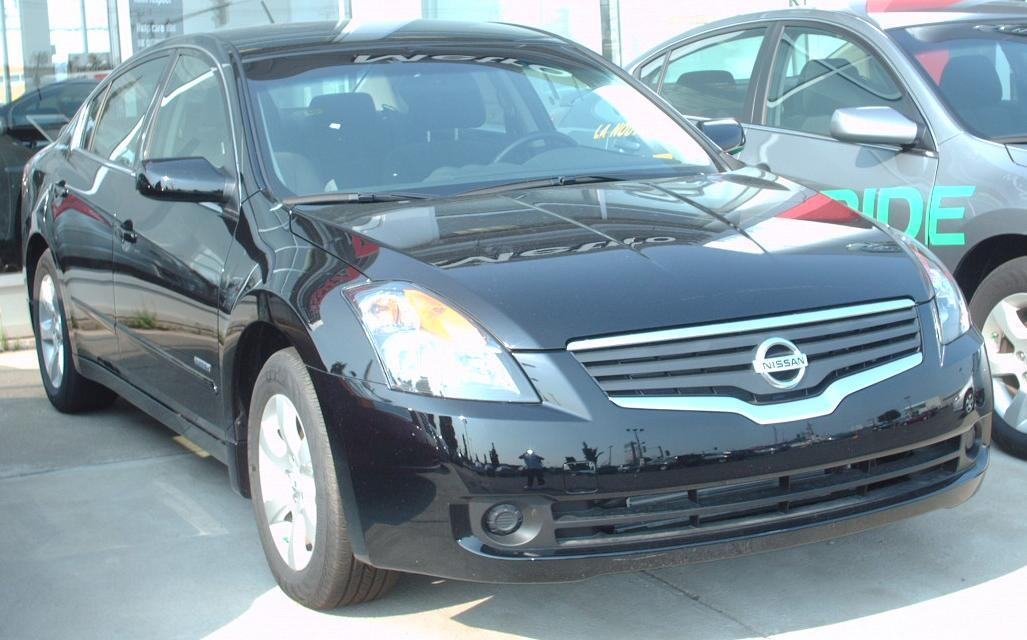
Nissan Altima Hybrid

- produc mai puțin zgomot decât un motor cu ardere internă;[2]
- răspund mai rapid la comenzi;[necesită citare]
- pot recupera energia la decelerare;
- au o autonomie mai mare decât un vehicul electric;
- au mai multă finețe și ușurință în manipulare;[necesită citare]
- se reîncarcă mai repede decât un vehicul electric;[necesită citare]
- consumul de combustibil este ceva mai scăzut.

Dezavantaje
- au o masă mai mare decât vehiculele convenționale similare;
- au o fiabilitate mai mică;
- au un preț mai ridicat.

## Utilizare actuală

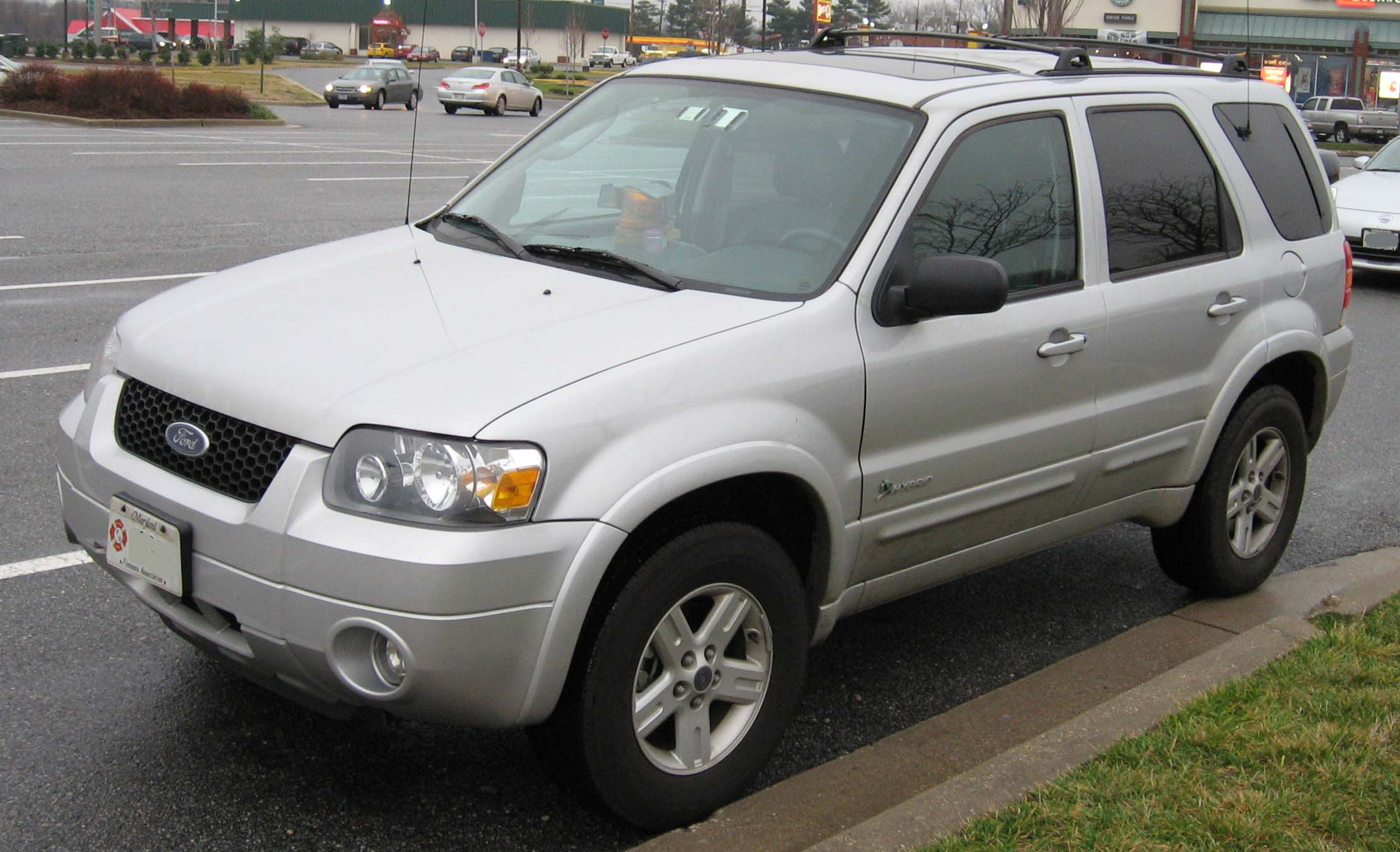
Ford Escape Hybrid

Toyota conduce ca număr de vehicule electrice hibride comercializate, fiind pe piață din 1997 prin modificarea unei mașini convenționale de serie Prius, Lexus cu seria RX400h, și mașina de lux - Lexus LS. În 2006 în lume s-au vândut mai mult de o jumătate de milion de vehicule electrice hibride Prius. Tehnologia hibrid Toyota HSD a fost licențiată de Ford (Ford Escape Hybrid), Nissan (Nissan Altima Hybrid).  În 2006, Japonia a vândut 90 410 de vehicule hibride, ceea ce este cu 47,6 % mai mult decât în 2005. În 2007, vânzările de aceste vehicule în SUA au crescut cu 38 % față de anul 2006. Mașinile hibrid în SUA ocupă 2,15 % din piața automobilelor noi. In total în 2007 în SUA au fost vândute aproximativ 350 000 de vehicule hibride (excl. vânzări pe profit GM). Astfel din 1999 până în 2007 în SUA au fost vândute 1 002 000 de mașini hibride.

## Perspective

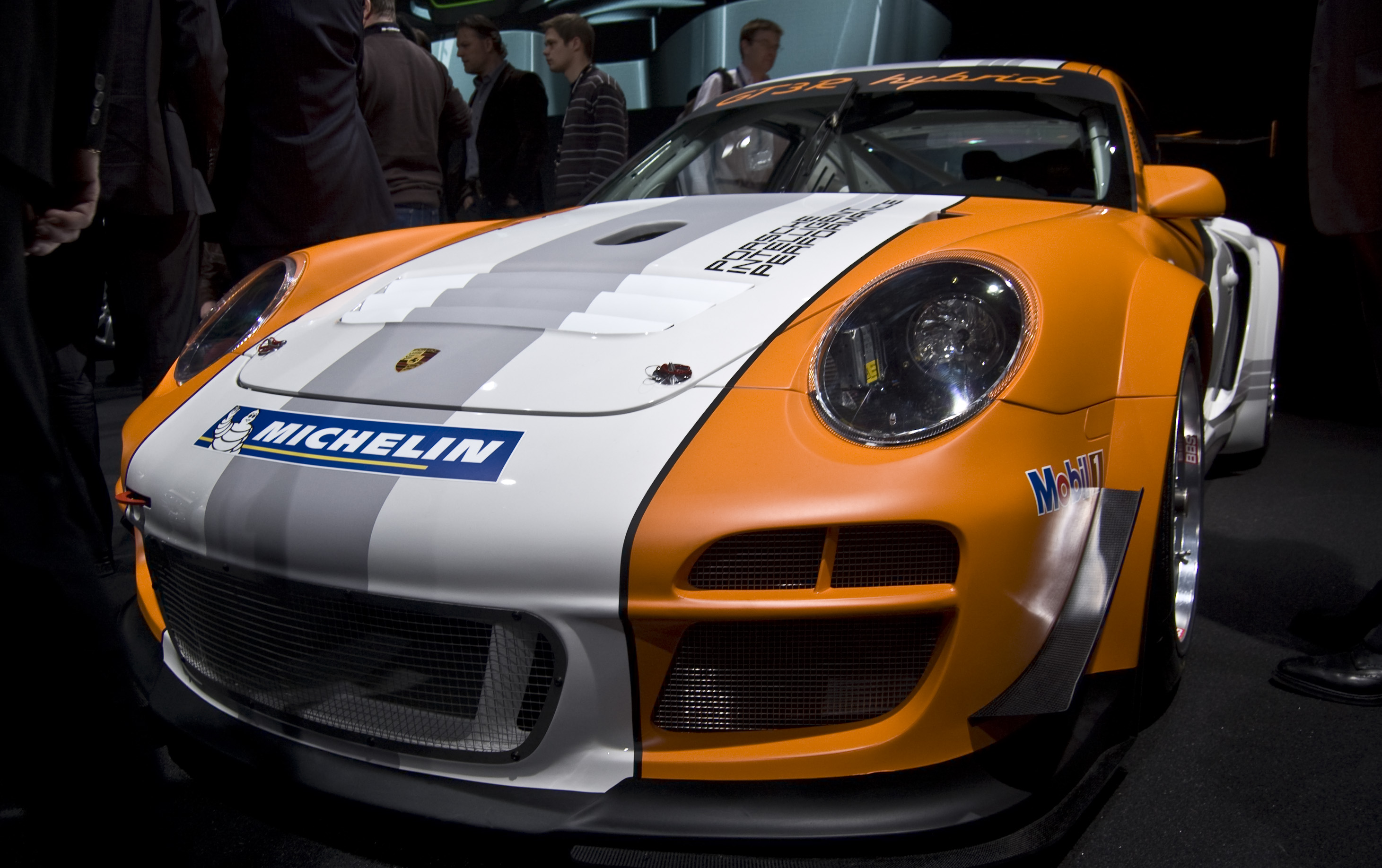
Porsche 911 GT3 Hybrid aproape a învins la cursa de anduranță 24 de ore Nürburgring

Toyota a anunțat intenția de a crește în 2007, producția de vehicule hibride de până la 900 mii anual și până în 2012 de a se axa exclusiv pentru producția de hibrizi.
First Automotive Works va produce 8000 autobuze hibrid până în 2010, pentru Jocurile Olimpice de vară din 2008 și pentru Shanghai Expo 2010.
Londra după 2012 va cumpăra numai autobuze hibrid. Vor fi comandate 5000 autobuze hibride anual.
Compania "Walmart" a achiziționat deja mai multe mii de hibrid "Peterbilt".

## Modele de vehicule hibride
- Toyota Prius
- Twike
- Honda Civic IMA
- Lexus GS450h
- Lexus LS600h
- Lexus RX400h
- Honda CR-Z
- Hyundai i30
- BMW i8
- BMW i4
- BMW i3

## Vehicule electrice hibride reîncărcabile

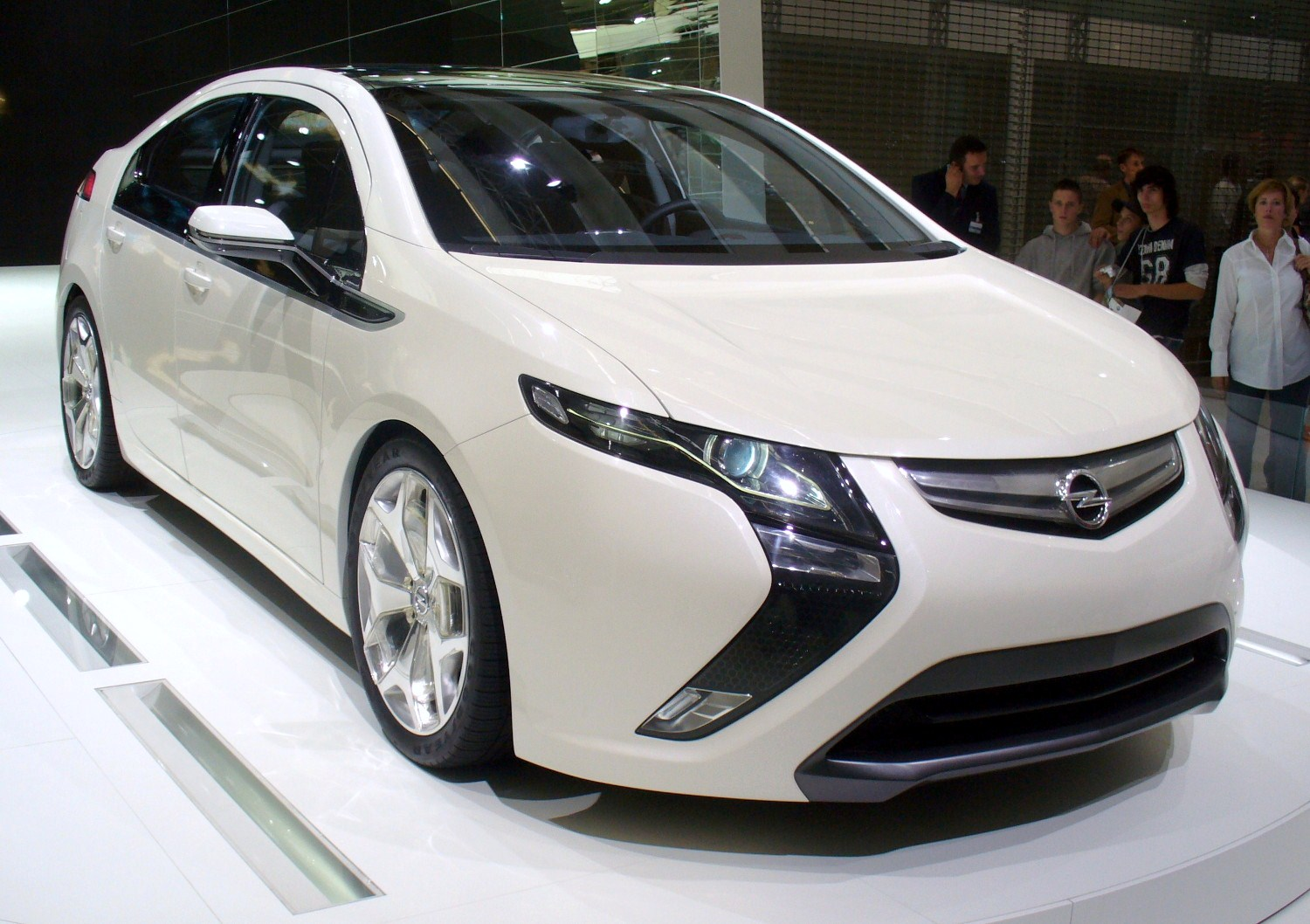
Opel Ampera
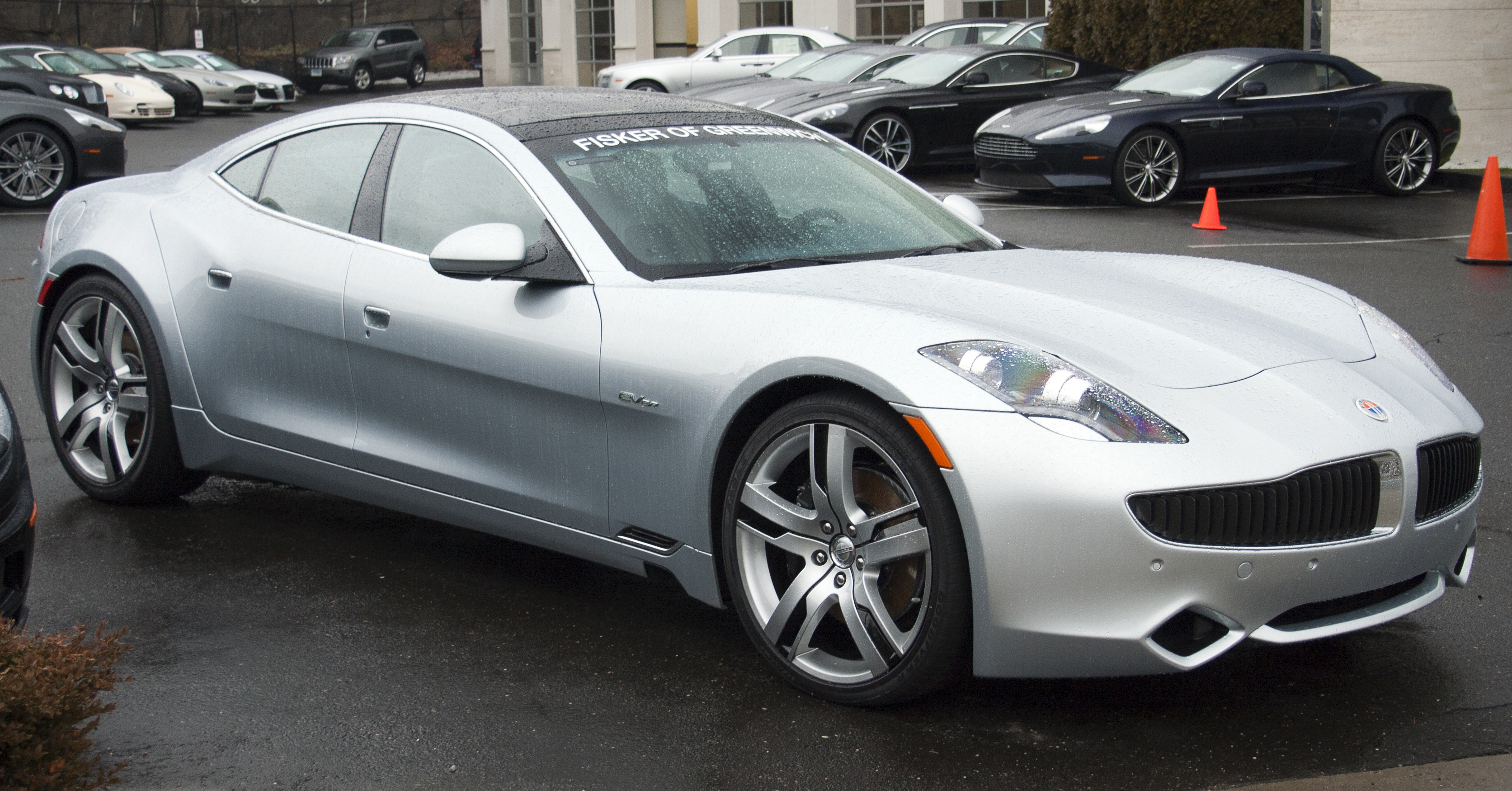
Fisker Karma
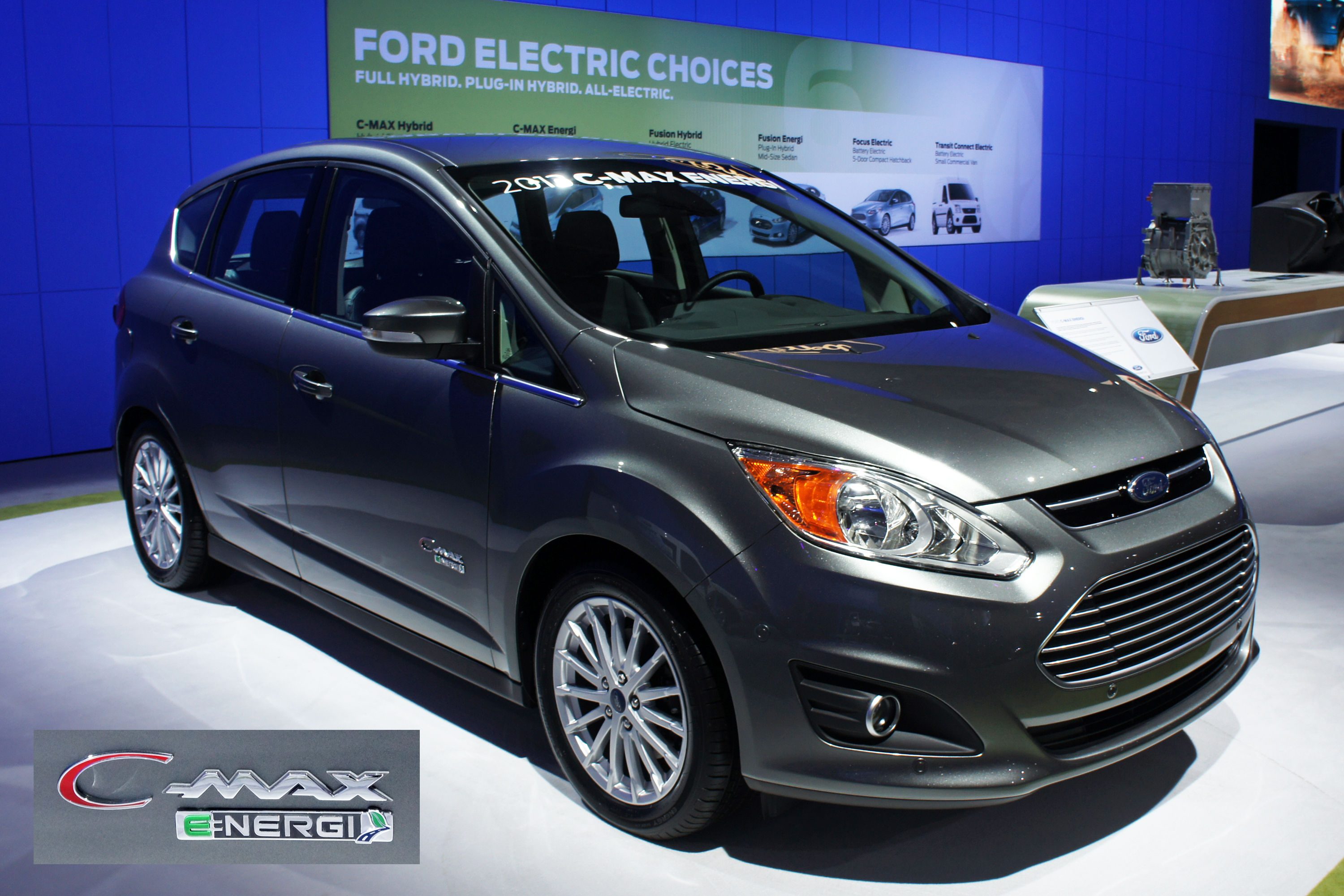
Ford C-Max Energi
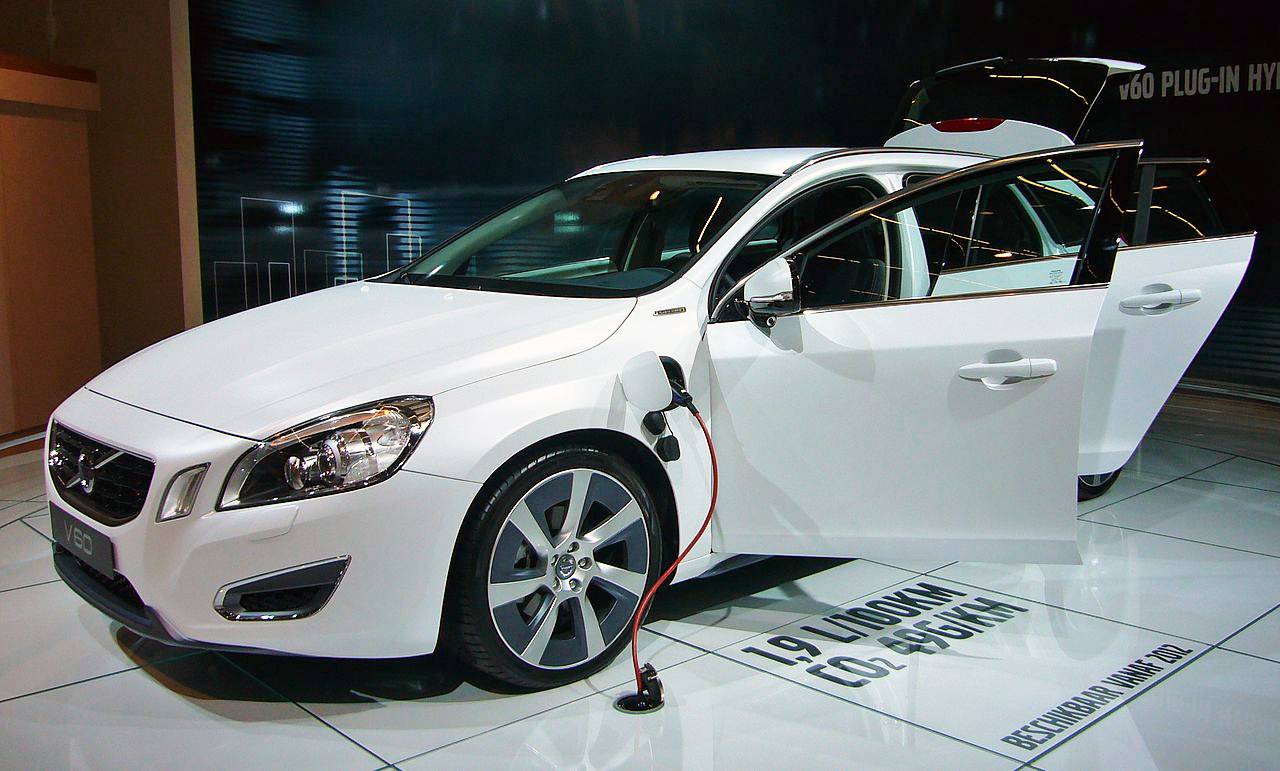
Volvo V60 Plug-in Hybrid
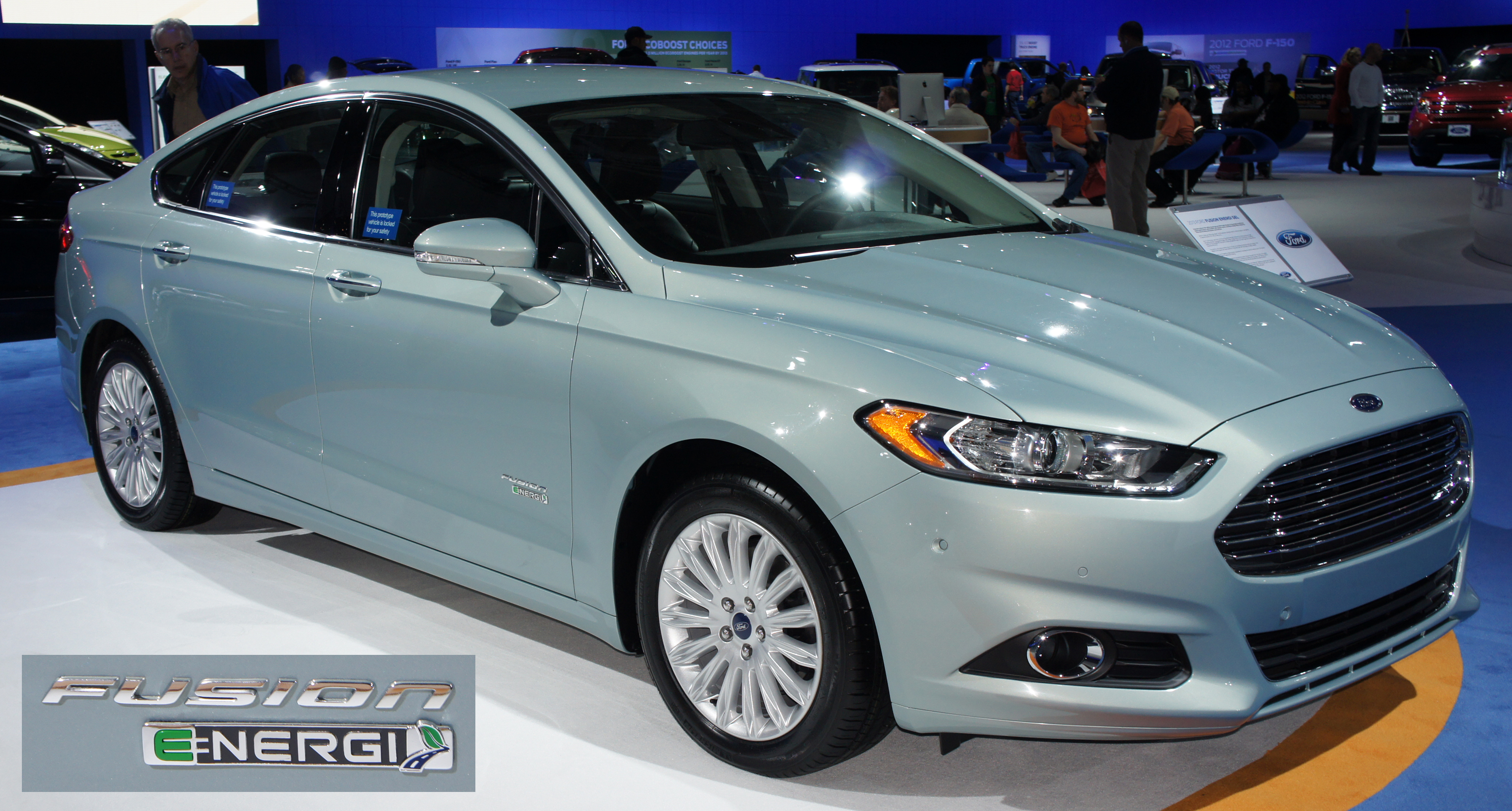
Ford Fusion Energi
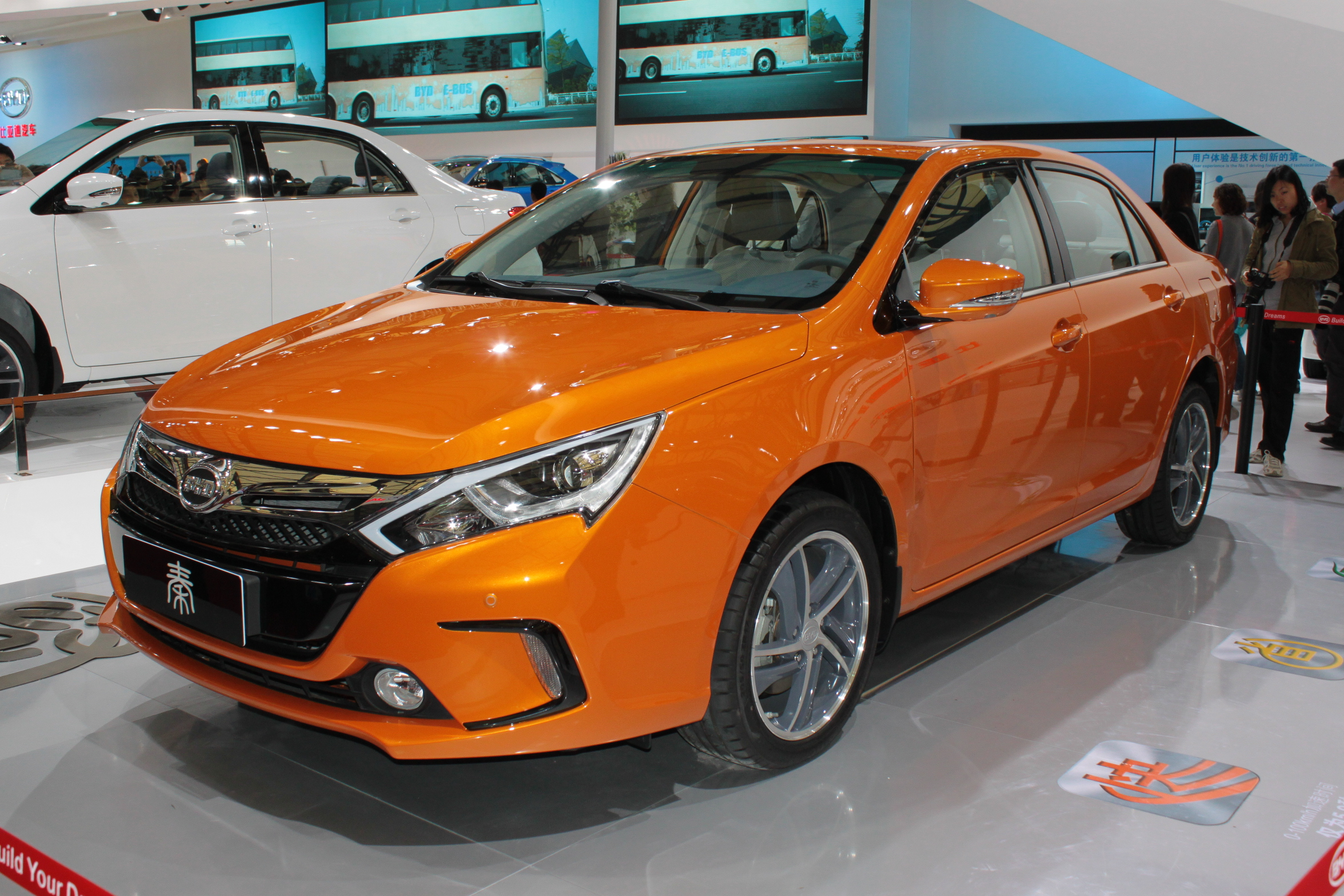
BYD Qin
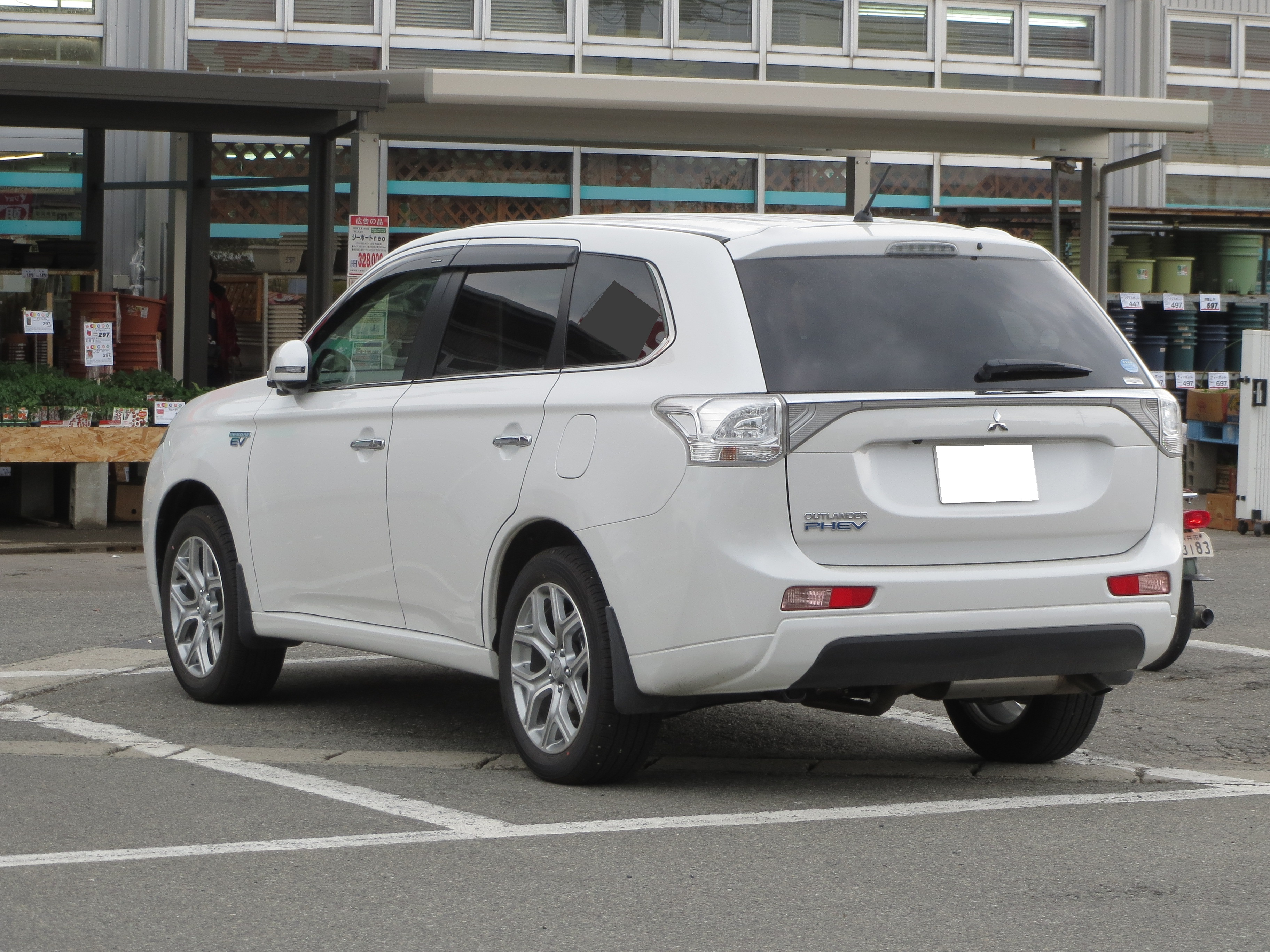
Mitsubishi Outlander P-HEV
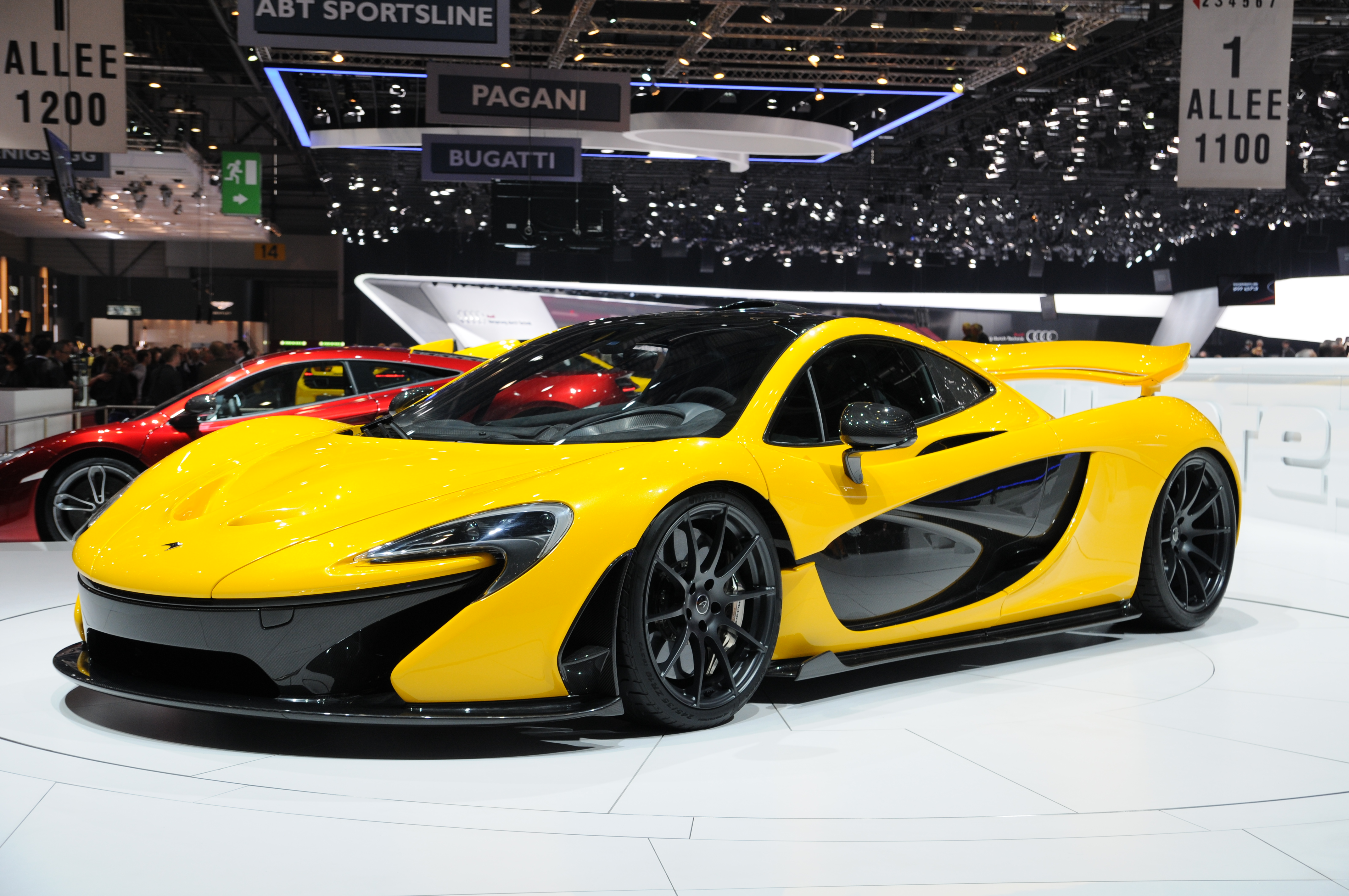
McLaren P1
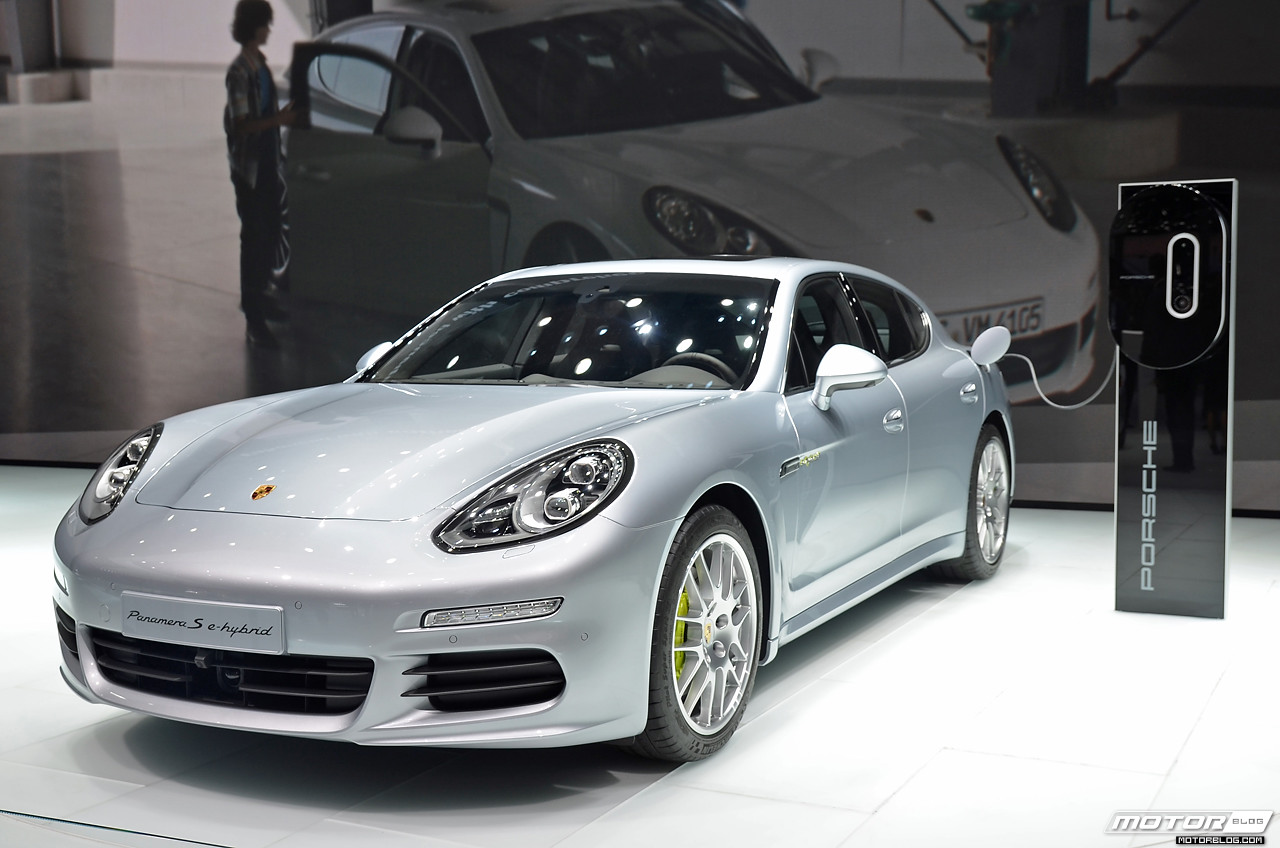
Porsche Panamera S E-hybrid
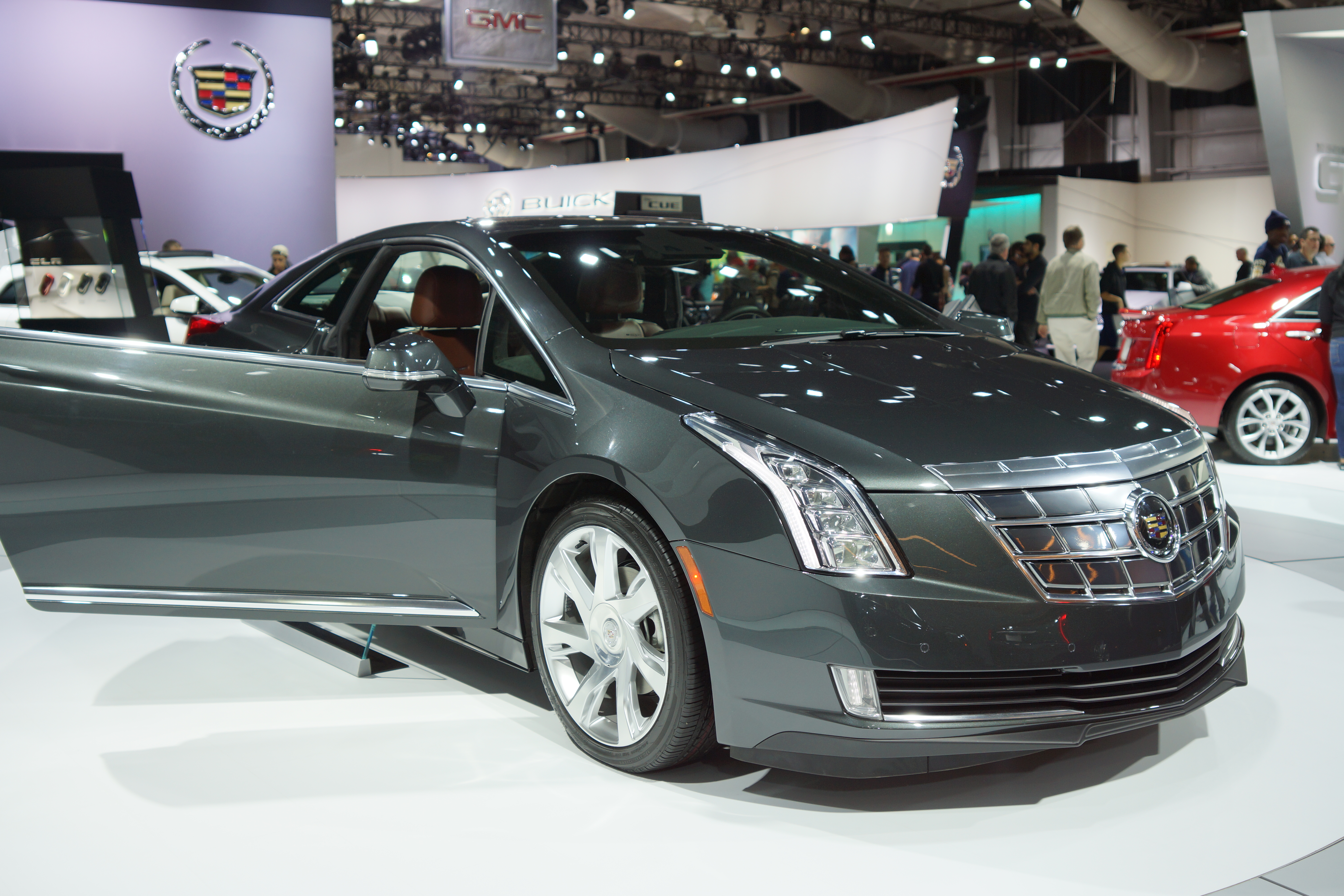
Cadillac ELR
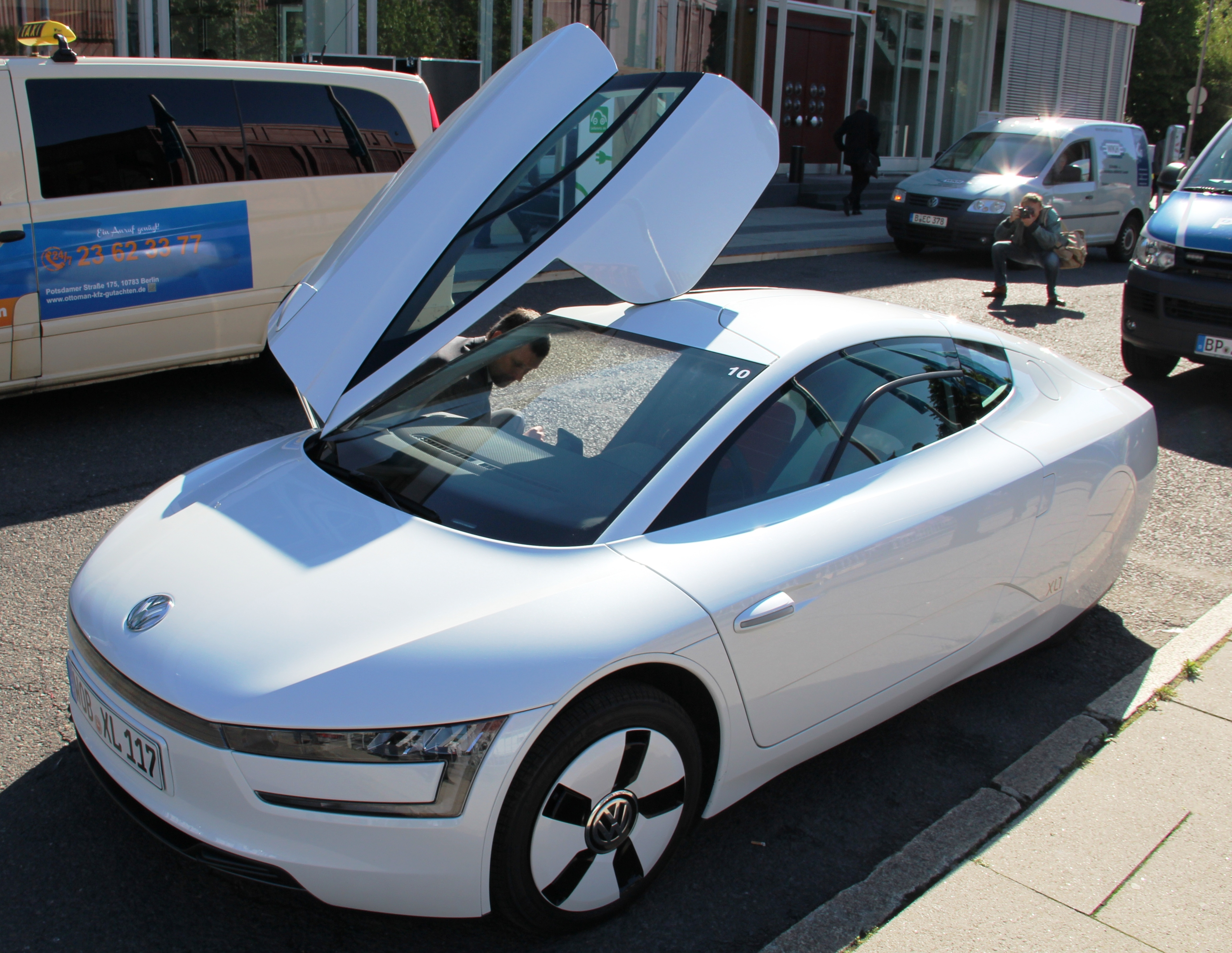
Volkswagen XL1
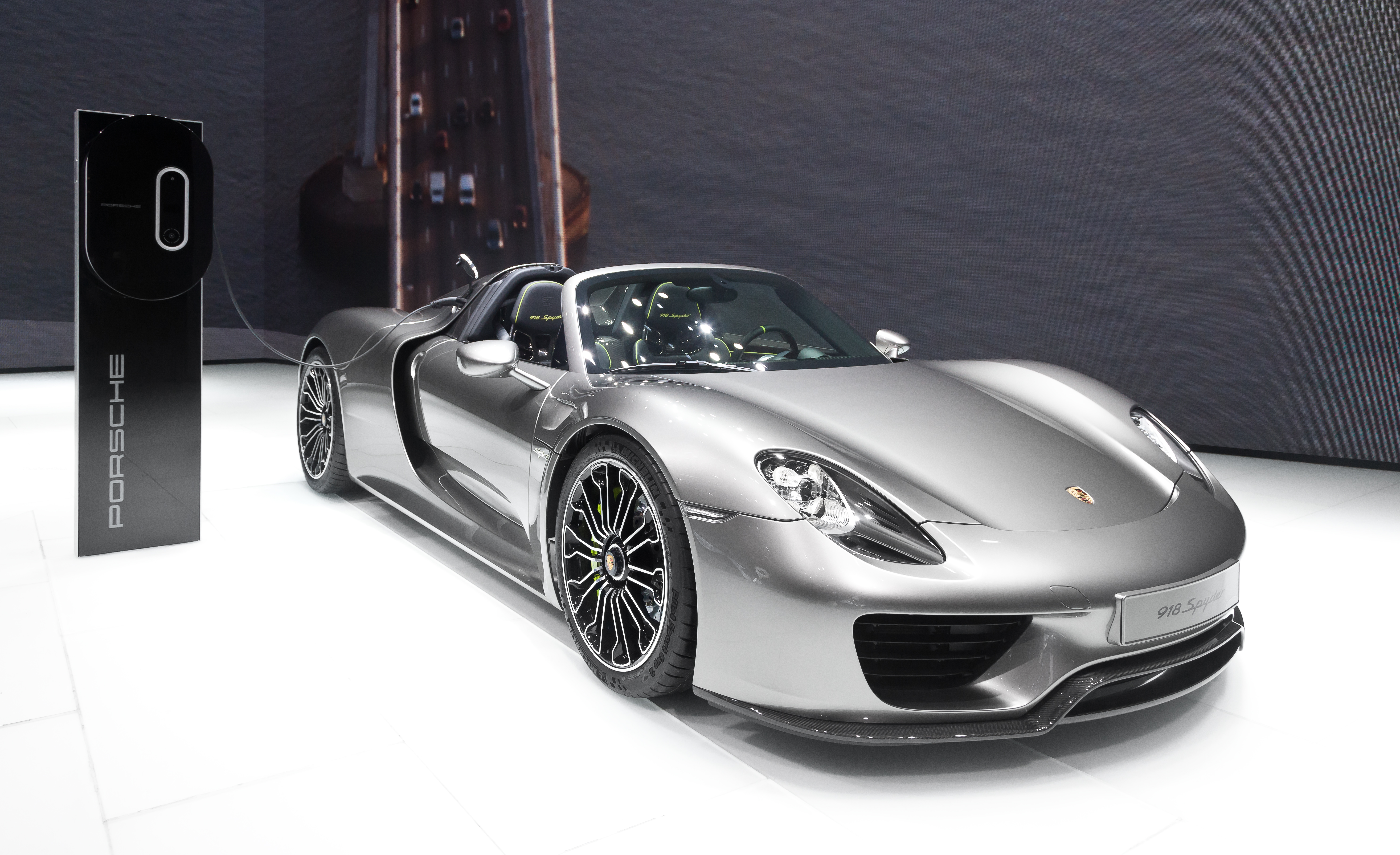
Porsche 918 Spyder
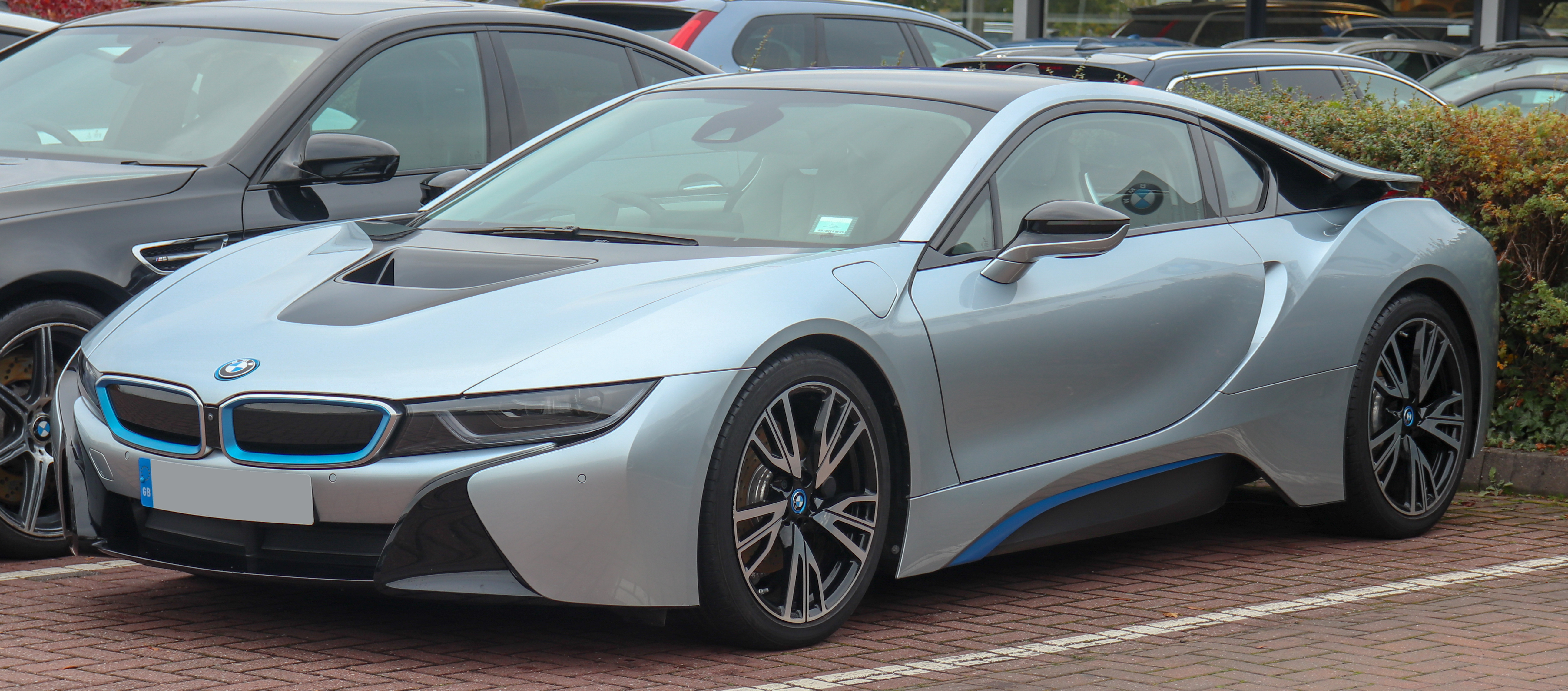
BMW i8